# Улицы из золота
«Улицы из золота» (англ. Streets Of Gold) — спортивная драма Джо Рота, с участием Клауса Марии Брандауэра и Уэсли Снайпса в главных ролях.

## Сюжет
Алик — мигрант из Советского Союза, которому не позволили выступать за команду СССР из-за того, что он — еврей. Однажды он встретил двух молодых парней-боксёров, Роланда Дженкинса и Тимми Бойла, которых начинает тренировать.

## В ролях
- Клаус Мария Брандауэр - Александр (Алик) Ньюмэн
- Уэсли Снайпс - Роланд Дженкинс
- Эдриан Пасдар - Тимми Бойл
- Анхела Молина - Елена Гитман
- Илья Баскин - Клебанов, хозяин ресторана
- Рейнбоу Харвест - Бренда
- Джон Махони - Линехан
- Ярослав Стремин - Малиновский, советский тренер
- Адам Натан - Гриша
- Майкл Бич - Сонни